# Kranz (Schrank)

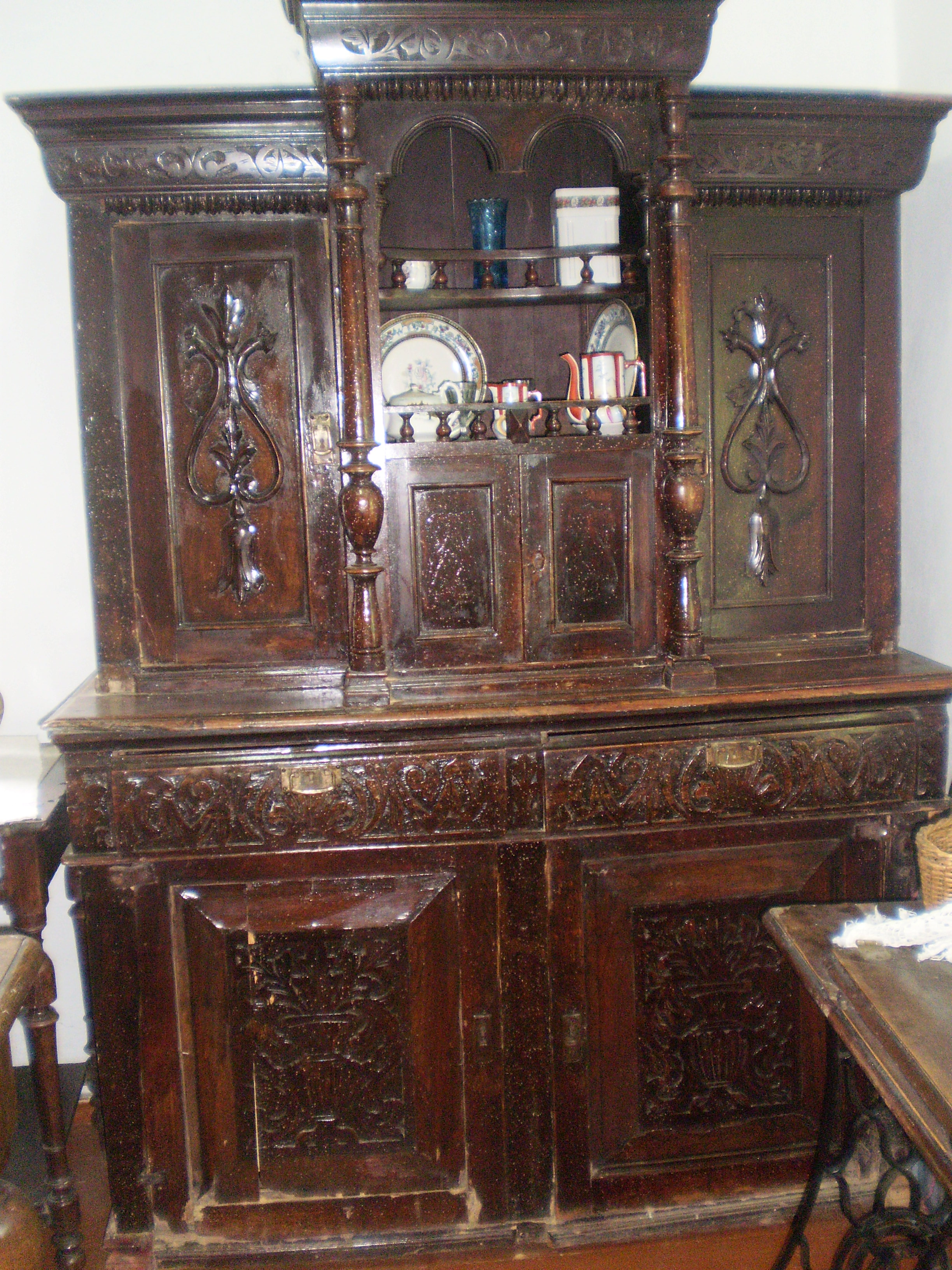
Schrank mit dreigeteiltem Kranz, Mittelteil auf gedrechselten Säulen aufgeständert

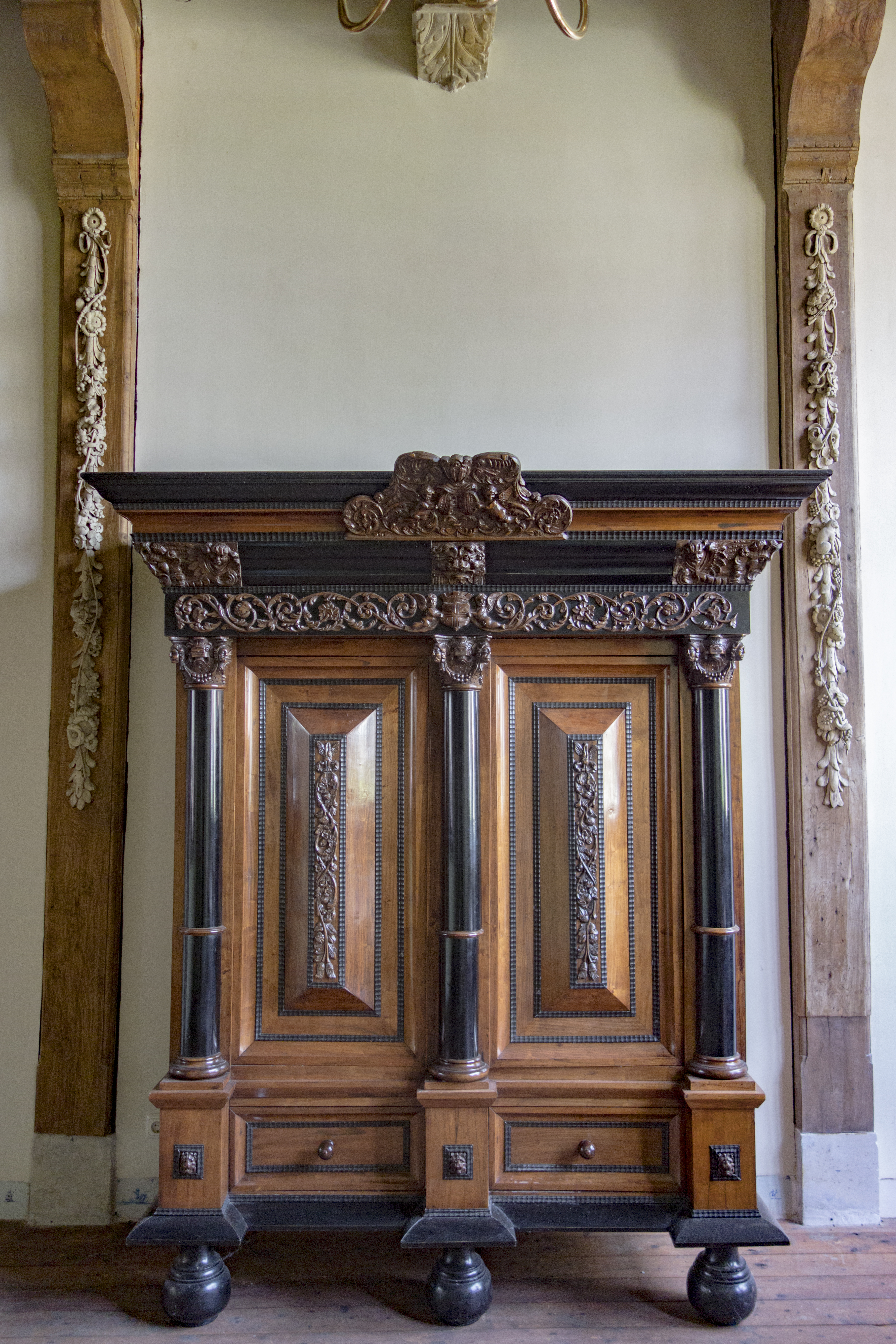
Mehrstufiger Kranz mit aufgesetzten Schnitzereien

Als Kranz wird bei Schränken die dekorative Leiste an der Oberseite der Möbelstücke bezeichnet. Historisch gesehen ist er der Nachfolger klassischer Kranzgesimse, die vorwiegend zur Verzierung der Schränke eingesetzt worden sind.

## Geschichte
Der Begriff Kranzgesims kommt ursprünglich aus der Architektur und bezeichnet das abschließende Gesims am oberen Ende eines Gebäudes. Das Kranzgesims ist ein weit auskragendes Element, das oft mit aufwendigen Verzierungen versehen ist. Außerdem bezieht sich der Begriff auf die Geisa der römischen und griechischen Architektur, also die weit vorragenden Gesimse der Gebäude aus dieser Zeit. 
So fand der Begriff seinen Weg in die Möbelkonstruktion, da die Kranzgesimse antiker Holzschränke stark an die Gesimse aus der Architektur erinnern. Auch wurden aufwendige Zierelemente in die Kranzgesimse eingearbeitet. Neben Wappen und Emblemen war hier oftmals der Name der Braut bei Mitgiftschränken zu finden. Traditionell war das Kranzgesims ein separates, kastenförmiges Bauteil, das auf den Korpus aufgesetzt wurde. Noch heute finden sich in der Möbelkonstruktion Kränze, die an die alte Bauweise erinnern. Im Gegensatz zu den antiken Vorläufern sind diese aber nicht mehr so prunkvoll und auskragend, sondern dienen mehr zur Akzentuierung der Schränke. Zum Beispiel indem sie farblich hervorgehoben werden. 
Die heutigen, modernen Kränze haben nicht mehr viel mit ihren Vorläufern gemein. Der Kranz beschränkt sich nur mehr auf eine kleine, leicht überstehende Leiste an der Stirnseite des Schranks, die oftmals mit einer integrierten Beleuchtung das Innere des Schranks ausleuchtet.

## Funktion
Traditionell dienten die Kranzgesimse mehr ästhetischen Zwecken und dem Ausdruck handwerklicher Fähigkeiten. Darüber hinaus verrieten die in den Verzierungen eingearbeiteten Wappen und Namen die Zugehörigkeit des Schranks. Sie waren indes auch ein Mittel zur Individualisierung der Schränke. 
Heute steht mehr der praktische Nutzen im Vordergrund. Die Kränze werden als Leiste nur noch an der Stirnseite montiert und kragen nicht mehr so weit aus. Dadurch kann der Schrank passgenau an die Wand gestellt werden. Außerdem können in den Leisten Lampen verbaut werden, um den Innenraum auszuleuchten.